# طب التشخيص الكهربائي
التشخيص الكهربي أو التشخيص الكهربائي (EDX) أسلوب تشخيص طبي يجني معلومات حول المرض عبر تسجيل النشاط الكهربائي اللافاعل لمناطق معينة في الجسم (أي الفيزيولوجيا الكهربية الطبيعية) أو عبر حساب الاستجابة لمحفز خارجي (جهد مستحث). الطرق الأكثر استخدامًا في تسجيل النشاط الكهربائي التلقائي هي أشكال متنوعة من اختبارات التشخيص الكهربي (المخططات الكهربائية)، مثل تخطيط كهربائية القلب (إي سي جي)، وتخطيط أمواج الدماغ (إي إي جي)، وتخطيط كهربائية العضل (إس إم جي). طب التشخيص الكهربي (إي دي إكس): تخصص فرعي طبي من طب الجهاز العصبي والفيزيولوجيا العصبية وطب القلب والطب الطبيعي وإعادة التأهيل. يطبق أطباء التشخيص الكهربي تقنيات تشخيص كهربي تتضمن إبرة تخطيطِ كهربائية العضل ودراسات التوصيل العصبي للتشخيص والتقييم وعلاج المرضى الذين يعانون ضعفًا في الجهاز العصبي و/أو العضلي العصبي و/أو العضلي. يتطلب تقديم الجودة في التقييم الطبي الكهربي التشخيصي إحاطةً علمية واسعة النطاق تتضمن فيزيولوجيا الأعصاب الطرفية والعضلات وتشريحها، وفيزياء الإشارات الكهربائية المولدة من العضلات والأعصاب ودراستها بيولوجيًا، والتقنيات الخاصة بتقييم سريري لأمراض الأعصاب الطرفية والمسارات العصبية الحسية.

## التدريب
يتلقى أطباء الأعصاب في الولايات المتحدة تدريبًا على استخدام إبرة تخطيطِ كهربائية العضل ودراسات التوصيل العصبي في أثناء الحصول على الزمالة في الفيزيولوجيا العصبية أو الطب العضلي العصبي. يتلقى أطباء الطب الطبيعي وإعادة التأهيل هذا التدريب ضمن تعليمهم، وبإمكانهم الحصول على تدريب خاص في الزمالة العضلية العصبية. يمنح البورد الأمريكي في طب التشخيص الكهربي شهادات للأطباء الأمريكيين في طب التشخيص الكهربي. أما في أوروبا، قد يندرج تدريب دراسات التوصيل العصبي وتخطيط كهربائية العضل تحت تدريب طب الجهاز العصبي أو الفيزيولوجيا العصبية السريرية. يوجد أيضًا في الولايات المتحدة شهادة في الطب العضلي العصبي. تُتاح هذه الشهادة لأطباء الأعصاب ومختصي الطب الطبيعي وإعادة التأهيل الحاصلين على زمالة في الطب العضلي العصبي فحسب. يشمل تقييمُ الطب العضلي العصبي اختبارات التشخيص الكهربي بصفتها جزءًا من فحص الشهادة، وتتضمن أيضًا مجالات أخرى مثل علم الوراثة والخزعات وإعادة التأهيل. يساعد التقنيون في بعض الأحيان على تشخيص دراسات التوصيل العصبي ولكنهم لا يفسِّرون. ينص الرمز التعريفي الإجرائي الحالي للجمعية الطبية الأمريكية في الولايات المتحدة على أنه ««يجب أن تراجَع أشكال الموجات في الموقع في الوقت الفعلي…» وإضافة إلى ذلك، ينص على أن «التقارير يجب أن تُجهَّز في الموقع على يد المختص الذي يجري الفحص وأن تحتوي على خلاصة تفسير العديد من نتائج الفحوصات… جنبًا إلى جنب مع ملخَص سريري وبيانات تشخيص كهربي، يفسرها طبيب أو مختصو رعاية صحية مؤهلون.
يُحال المرضى عادةً إلى اختصاصي طب تشخيص كهربي إذا عانوا خدرًا أو وخزًا أو ألمًا أو ضعفًا أو تشنجًا. تتضمن أكثر اضطرابات العضلات والأعصاب شيوعًا -التي يشرف هذا النوع من الأطباء عليها- العصبَ المنضغط في الرقبة أو الظهر (اعتلال الجذور)، ومتلازمة النفق الرسغي، والاعتلال العصبي. وتتضمن الأمراض الأقل شيوعًا التصلب الجانبي الضموري والوهن العضلي الوبيل واعتلال الأعصاب المتعدد الالتهابي المزمن المزيل للميالين. يجري الأطباء عادةً في طب التشخيص الكهربي -بفضل تدريبهم الواسع- تقييمات أكثر تفصيلًا قد تتطلب فحوصات مخبرية، أو صورًا مقطعية أو رنينًا مغناطيسيًا أو فحصًا جينيًا أو إجراء خزعة من الأعصاب أو الجلد أو العضلات، أو تطبيق الألتراساوند العصبي العضلي. يمكن العثور على القائمة الكاملة للاضطرابات والفحوص تحت مظلة الطب العضلي العصبي. 